# Pünktchenkauz
Der Pünktchenkauz (Ninox punctulata), gelegentlich auch Gesprenkelter Buschkauz oder Fleckensperbereule genannt,  ist eine Eulenart aus der Gattung der Buschkäuze. Er kommt auf der indonesischen Insel Sulawesi und einigen Nachbarinseln vor.

## Merkmale
Die Länge der kleinen Eule beträgt 20 bis 27 Zentimeter, ein einzelnes Männchen wog 151 Gramm. Das Gefieder ist oben matt rotbraun mit deutlicher weißer Punktierung. Auf den dunkelbraunen Schwingen finden sich auch Reihen weißlicher Flecken, der braune Schwanz ist mit schmalen hellen Binden versehen. Die Unterseite ist variabel, oft mit zwei schmalen, weißlich gepunkteten, braunen Brustbändern, ansonsten weißlich mit hell gebänderten Flanken. Die weißlichen Augenbrauen und ein großer weißer, halsbandähnlicher Kehlfleck bilden einen scharfen Kontrast zu dem dunkelbraunen Gesicht. Die Augen sind dunkelbraun, der Schnabel ist grünlich gelb. Die gelblich grauen Zehen der befiederten Beine tragen dunkel hornfarbene Krallen.

## Lebensweise
Der Pünktchenkauz bevorzugt Primärwald an Flüssen, er lebt aber auch im offenen Waldland und im Kulturland, auch bei und in Siedlungen vom Tiefland bis 1100 Meter, selten 2300 Meter Höhe. Vermutlich ernährt er sich vor allem von Insekten. Sein oft zu hörender Ruf ist ein lautes, klares toi-toi-toit, wobei der dritte Ton länger und tiefer ist als die ersten beiden.

## Verbreitung
Er lebt endemisch und ziemlich häufig auf den Inseln Sulawesi, Kabaena, Muna und Buton.